# Litorínids
Els litorínids (Littorinidae) són una família de gastròpodes del clade Littorinimorpha. Inclou unes 200 espècies de distribució cosmopolita.

## Taxonomia
S'han reconegut aquestes subfamílies en la taxonomia de Bouchet & Rocroi (2005):
- Subfamília Littorininae Children, 1834 - sinònims: Echinininae Rosewater, 1972; Tectariinae Rosewater, 1972; Melaraphidae Starobogatov & Sitnikova, 1983
- Subfamília Lacuninae Gray, 1857 - sinònims: Risellidae Kesteven, 1903; Cremnoconchinae Preston, 1915; Bembiciidae Finlay, 1928.
- Subfamília Laevilitorininae Reid, 1989

## Gèneres
Els gèneres dins la família Littorinidae inclouen:
Littorininae
- Afrolittorina Williams, Reid & Littlewood, 2003
- Austrolittorina Rosewater, 1970
- Cenchritis von Martens, 1900
- Echinolittorina Habe, 1956 - synonyms: Amerolittorina Reid, 2009;[4] Fossarilittorina Rosewater, 1981; Granulilittorina Habe & Kosuge, 1966; Lineolittorina Reid, 2009[4]
- Littoraria Griffith & Pidgeon, 1834 - 39 espècies
- Littorina Férussac, 1822 - 18 espècies - gènere tipus
- Mainwaringia Nevill, 1885[5]
- Melarhaphe Menke, 1828
- Nodilittorina von Martens, 1897 - gènere polifilètic i el 2003 es va dividir en:
  - Echinolittorina - 59 espècies
  - Austrolittorina -
  - Afrolittorina -
  - Nodilittorina s.s. - el subgènere monotípic[6]
- Peasiella - Nevill, 1885
- Tectarius Valenciennes, 1833 - 11 espècies, els seus sinònomd de subgènere inclouen: Echininus Clench & Abbott, 1942.

Lacuninae
- Bembicium Philippi, 1846
- Cremnoconchus Blanford, 1869[5][7] - freshwater snails living in waterfalls.[2]
- Lacuna Turton, 1827 - sinònim: Aquilonaria Dall, 1886
- Pellilitorina Pfeffer in Martens & Pfeffer, 1886
- Risellopsis Kesteven, 1902

Laevilitorininae
- Laevilitorina Pfeiffer, 1886

subfamily ?
- Algamorda Dall, 1918
- Macquariella Finlay, 1927 (?)
- Rissolitorina Ponder, 1966

Synonyms
- Haloconcha Dall, 1886 és un sinònm per Lacunaria Dall, 1885